# Ruïnes de Quilmes
La Ciutat Sagrada de Quilmes està situada a les Valls Calchaquies, província de Tucumán (Argentina). Són les restes del més extens assentament precolombí en aquest país. Ocupen aproximadament 30 Ha i estan situades a peu del turó Alto del Rey.
El lloc va ser primer propietat del poble indígena, posteriorment de l'estat provincial, més tard d'un concessionari privat i finalment, dels descendents del poble quilmes. Aquestes ruïnes han estat parcialment reconstruïdes, de manera que en l'actualitat poden ser visitades pels turistes.
Van ser estudiades per primera vegada en 1897 per l'arqueòleg Juan Bautista Ambrosetti, i restaurades per un equip sota la direcció d'Horacio Difrieri i Norberto Pelissero, amb criteris més turístics que arqueològics.

## Història
Els indígenes coneguts com a quilmes, els primers habitants d'aquest lloc, van tenir una altíssima densitat de població, el que els va permetre una millor distribució de les tasques i una major explotació de l'ecosistema. A les Valls Calchaquies íntegrament es van formar ciutats amb tan alt índex de densitat que actualment els especialistes les consideren «les primeres ciutats prehispàniques de l'Argentina».
Aquests assentaments van començar la seva existència al segle x, assolint un gran desenvolupament sociocultural i un bon maneig de sistemes agropastorals i de cultiu i irrigació molt complexos. Aquest progrés continu es va veure recentment interromput el 1667, quan els quilmes van sofrir la seva més important derrota militar a les mans dels espanyols, liderats en aquest cas per Alonso Mercado y Villacorta, mitjançant el setge als seus principals forts. Uns 400 espanyols van assetjar a un poble de més de 6000 indígenes, primer impedint l'accés als seus cultius sobre la plana fèrtil del riu Santa Maria i després enverinant la font de provisió d'aigua que arribava des de les muntanyes. Mentre els espanyols comptaven amb armadures i armes de foc, els quilmes utilitzaven arcs i fletxes, fones, llances i destrals amb puntes de pedra.
Després de més o menys un mes, el poble indígena va decidir rendir-se. El seu cacic, Martín Iquín, va ser el seu portaveu en aquella ocasió.
| «               | Es va capitular que se'ls perdonarien les vides i hisendes, però amb condició que havien de desemparar la vall i ser encomanats als veïns en el lloc que els destinés el Governador. | » |
| — Lozano, 1875. | |   |

Després de la seva rendició i pel fet que els espanyols no van assolir sotmetre'ls, van ser obligats a recórrer 1000 km a peu sense aigua ni menjar. S'estima que dels més de 2600 supervivents que van partir, només van arribar als humits i insalubres aiguamolls de Quilmes, a la vora del riu de la Plata, poc més de 400. Els supervivents van finalitzar els seus dies morint principalment per malalties pulmonars. A l'arribar no van trobar el garrofer (considerat sagrat), que els donava aliment, llenya i beguda. No coneixien les herbes medicinals locals i no podien sanar-se. El lloc situat a 35 km a sud de la ciutat de Buenos Aires s'anomena Quilmes en referència a la missió de Santa Maria de Quilmes.

### Títol de propietat del lloc
Nombroses cròniques es refereixen a l'extinció del poble quilmes el 1716; però, d'acord a la següent reial cèdula, la Corona espanyola va reconèixer la propietat del territori on habitavan.
| «                                       | Sota aquests límits donem la possessió Reial, temporal i corporal al dit cacic, per a ell, la seva indiada, els seus hereus i successors. I ordenem al gran Sánchez, que està a set llegües de Tucumán avall, deixi venir als indis que li van encomanar pel referit temps de deu anys, perquè instruïts tornessin tots a casa com a amos legítims d'aquelles terres, perquè les posseeixin ells i els seus descendents. | » |
| — Extracte del text de la Reial Cèdula. | |   |

Hi ha investigacions històriques que demostren que des de 1770, els terratinents van avançar sobre terres dels quilmes i els amaiches, que van poder mantenir fins al dia d'avui part del territori de la banda est del riu Santa Maria mentre que el territori restant, situat a la banda oest de l'esmentat riu, va ser inscrit en el Registre de la Propietat de la Província de Tucumán a nom dels usurpadors. A partir d'aquest moment se'ls va obligar a treballar gratuïtament per tal de pagar tributs per l'ús de la terra i lliurar dos terços de les collites o el 50% de la cria d'animals a l'Estat Provincial.
No obstant això, aquesta Reial Cèdula és un document testimoniat i protocol·litzat, en la qual es van emparar els indígenes per a reclamar la propietat de la seva Ciutat Sagrada, com acostumaven anomenar-la.

### Descobriment
La Ciutat Sagrada dels quilmes va ser descoberta aparentment per Juan Bautista Ambrosetti el 1897, però havia estat trobada abans per Samuel A. Lafone Quevedo el 1888. Aquest va escriure llavors al diari La Nación una sèrie de cartes, informant als periodistes la notícia. Una d'elles esmentava la confusió dels arqueòlegs, els qui creien estar davant de vizcacheras (llodrigueres del mussol de lloriguera) de mida gegant i la semblança d'aquestes a una bresca.

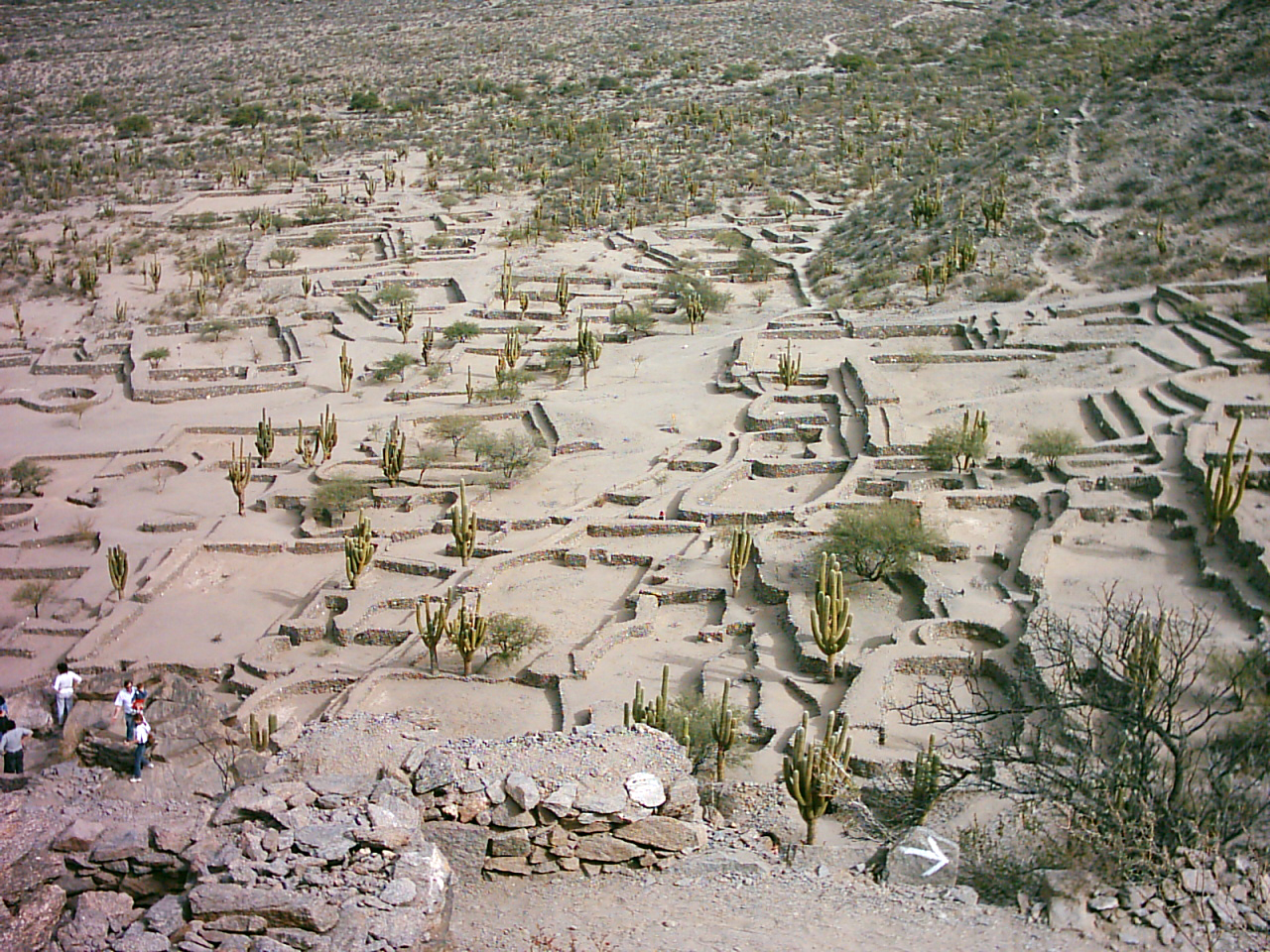
Vista aèrea de les ruïnes
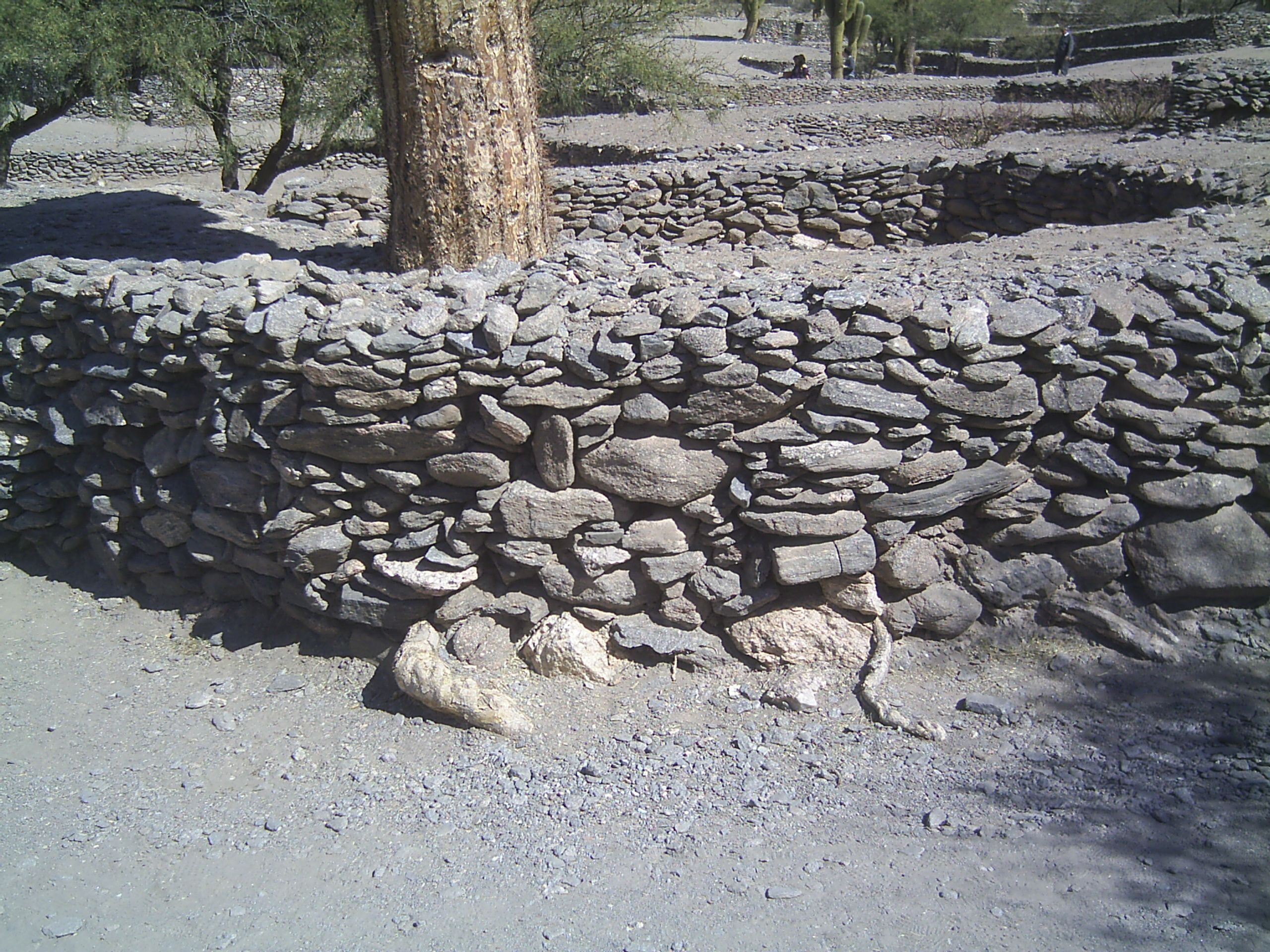
Les ruïnes dels Quilmes de prop
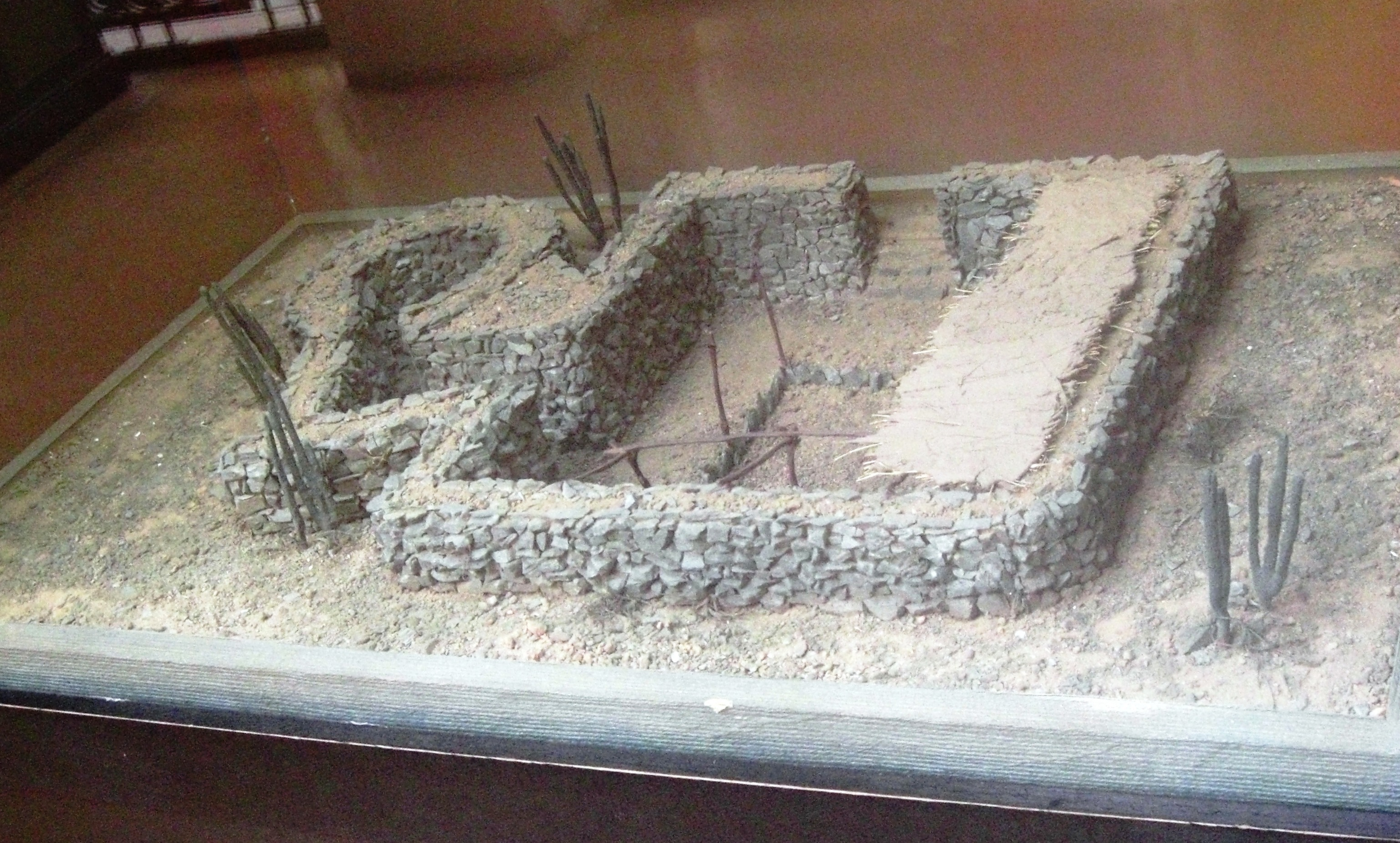
Maqueta dels habitatges. Museo de La Plata

A més, en 1893 l'assentament precolombí va ser visitat per Ten Kate, qui va observar que les ruïnes estaven en molt bon estat de conservació, malgrat la seva antiguitat. Finalment, l'any 1897, Ambrosetti va visitar les ruïnes i va fer un detallat estudi d'elles. Va delimitar la seva grandària, d'1 km², va fer un petit mapa de les mateixes, va establir l'àrea d'explotació de biòtops, va descobrir-hi un cementiri, i va associar per primera vegada a el poble quilmes amb l'amaicha.
Més tard, el catàleg del museu Zavaleta esmentaria en el seu haver «més de dues-centes puntes de fletxa, uns tres-cents ídols de fang i canelles de fang [sic]». Es diu que totes aquestes pertinences van ser robades de les ruïnes per Manuel B. Zavaleta, al seu torn propietari del museu.
Uns anys més tard, el 1911, Carlos Bruch va visitar breument les ruïnes i va establir que la seva extensió és de 3 km². A més, va descriure el material ceràmic arqueològic trobat allà, comprat a la directora de l'escola El Bañado de Quilmes. L'any 1919, Schreiter es va enfocar en els seus descobriments de cementiris de nens en urnes funeràries a les ruïnes. Un temps després, Adán Quiroga, el 1929, es va encarregar de difondre el seu descobriment de peces de «teixit molt fi» pels voltants de el lloc. Després d'aquesta classe de «eufòria» per les ruïnes, el lloc no rebria més visites fins al 1978.

### Història recent
L'any 1977, l'Estat Provincial va expropiar a tercers 206 hectàrees de terres i va dur a terme la reconstrucció del lloc en conveni amb la Universitat de Buenos Aires. La neteja i reconstrucció va afectar només al 5% de la Ciutat Sagrada. Els descendents dels aborígens tenien un títol de propietat atorgat per la Corona Espanyola que va deixar de tenir validesa quan va passar a ser la República Argentina. Fins a aquest llavors, l'amo era un terratinent a qui el llavors governador Antonio Domingo Bussi li va adquirir 206 hectàrees per mitjà de l'expropiació.
El 1992, durant el govern provincial de Ramon Ortega, es va atorgar la concessió a l'empresari Héctor Cruz per a deu anys a canvi d'un cànon de 110 pesos argentins que mai va ser abonat. Aquest empresari va construir en el lloc un hotel, el qual segons els descendents dels pobladors originaris, autoanomenats Comunitat Indígena Quilmes (CIQ), va ser realitzat sense els deguts estudis d'impacte, però també sense el seu consentiment, el que ha provocat un dany irreparable.
La CIQ va realitzar una presentació judicial per a evitar la pròrroga de la concessió, que va vèncer en 2002 i va ser recolzada per un recurs d'empara guanyat per la Comunitat.
Textualment, la sentència diu:
La província de Tucumán va reconèixer el 2006, a partir de la reforma constitucional, la legitimitat de l'ús de les terres i la preexistència ètnica, i va disposar rescindir el contracte atès que la concessió es trobava vençuda.
Com els reclams van ser infructuosos, el dia 28 de novembre de 2007 la CIQ es va constituir en Assemblea Permanent, i els descendents dels quilmes van tallar l'accés a les ruïnes en senyal de protesta, reclamant a l'Estat Provincial la immediata execució de Decret 2731/1 i la restitució de la denominada per ells «Ciutat Sagrada». En resposta als reclams, el 13 de desembre de 2007, la policia va desallotjar per la força a Hèctor Cruz (qui posseïa la concessió del lloc) i als seus empleats. Finalment, el 9 de gener de 2008, en exercici dels seus drets, es va realitzar la presa espiritual del lloc, fent una cerimònia a la Pachamama, habilitant el pas al lloc el 10 de gener del mateix any.
El 25 de juny del 2008, un jutge local va intentar desallotjar-los per una presentació de Cruz, que pretenia seguir explotant la zona, però diverses apel·lacions li van donar la raó als descendents.

#### Reconstrucció
El 1977 es va començar a discutir el «Projecte Ruïnes dels Quilmes», la proposta del qual era restaurar-les, amb criteris principalment turístics. Finalment, va acabar sent aprovat el 1978, any en el qual es va començar la restauració oficial. El Ministeri de Desenvolupament Social de l'Argentina va finançar l'operació, ajudat pel govern de la província. Bàsicament, el procés de restauració es va dur a terme en quatre etapes: 
- la primera es va tractar d'una neteja del terreny;
- la segona, la anastilosi dels llocs més significatius;
- la tercera va consistir en la creació d'un museu del lloc; i
- la quarta, en la investigació arqueològica.

Segons un conveni signat el 1978, l'àrea a restaurar seria triada per l'Institut de Tilcara i una de les cases seria emprada com a museu.
Per dur a terme aquesta reconstrucció, en 1978 es van emprar 101.122.000 pesos ley (aproximadament USD 126 000) provinents dels fons de la República Argentina, que van haver de ser reforçats dos anys més tard amb 875.000.000 pesos ley (aproximadament USD 430 000) més. El govern d'aquest país es va contradir moltíssimes vegades, ja que a principis de 1980, el lloc es trobava molt malmès i afectat, en un estat completament diferent al del segle xix, quan va ser descobert. El resultat final d'aquest projecte va ser inaugurat cap el 1980, encara que seria un contundent fracàs, atès que no va servir per protegir el patrimoni, no l'hi va integrar a plans amb fins educatius, ni va brindar la infraestructura turística planificada.

## Arquitectura de les ruïnes
Les ruïnes dels quilmes són un conjunt d'habitatges que van pertànyer a aquest poble originari, on es poden observar restes rectangulars i circulars dels fonaments de la construcció.
Aquest assentament servia de llar per a les famílies quilmes, cosa que no era ben vist pels seus veïns, els calchaquís, amb qui tenien cruents enfrontaments. Finalment es van aliar per combatre els espanyols, però van ser derrotats al segle xvii.
La fortalesa es va mantenir en peu des dels anys 800 fins al segle xvii, amb una població estable de tres mil persones, fins que finalment van ser obligats a traslladar-se a peu 1200 km fins a la zona on avui es troba la ciutat de Quilmes, a la província de Buenos Aires, el 2 de gener de 1667. Durant aquesta travessia, van morir molts dels gairebé quatre mil indígenes desterrats.

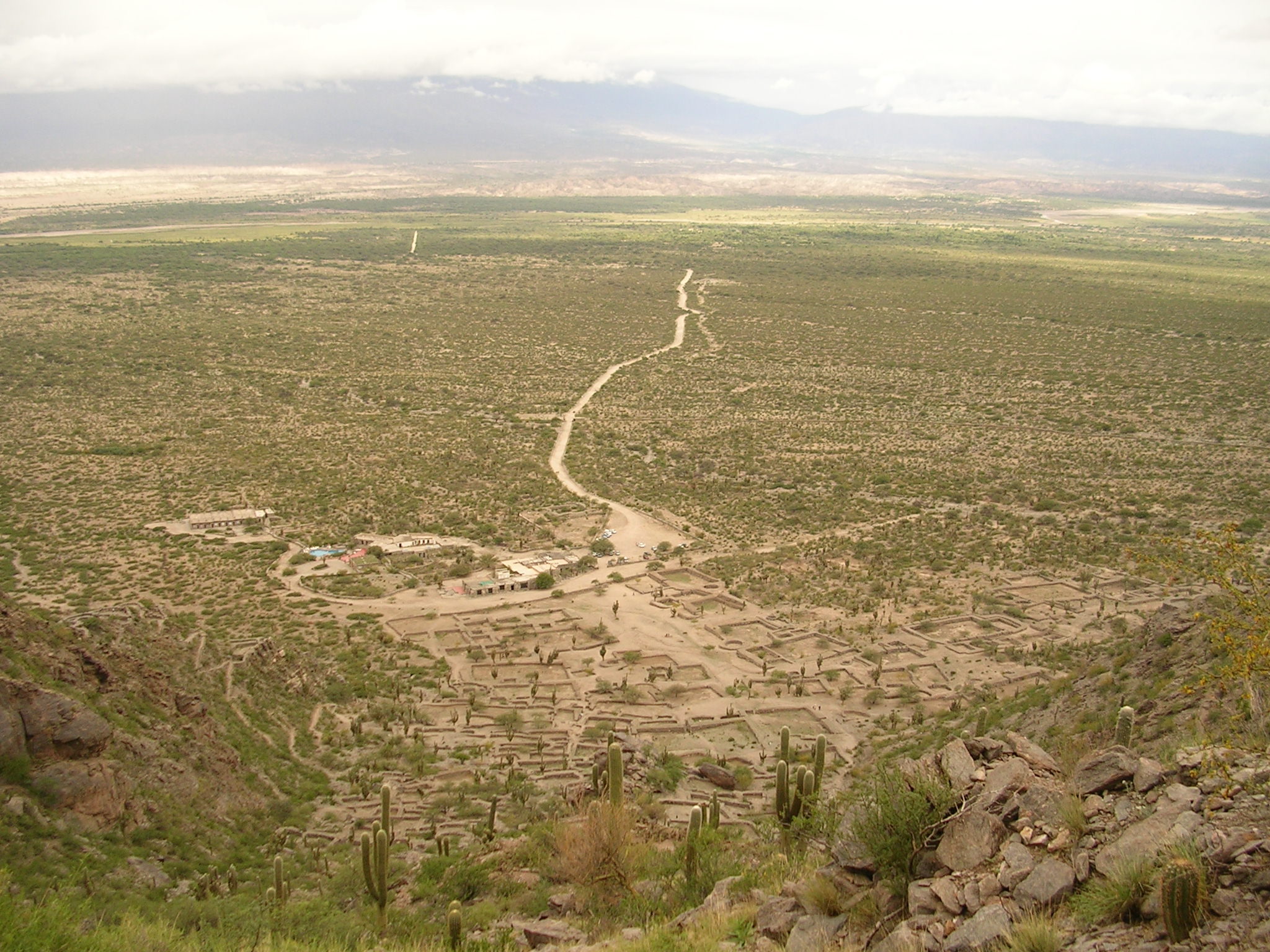
Ruïnes de Quilmes vista des del pic més alt. Des d'allà els indis quilmes vigilaven l'arribada de tribus enemigues o dels colonitzadors espanyols
Vista general de les ruïnes

Gràcies a la feina d'un equip d'especialistes, que va restaurar els edificis més importants, es pot observar la complexitat de l'assentament. S'han reconstruït dues fortaleses que servien de defenses contra possibles atacs de poblacions indígenes veïnes i un dels sectors d'una ciutadella.
En les restes de la ciutadella es poden observar cases de pedra, antigues parets de roca i també cactus. La ciutat original incloïa així mateix una capella construïda pels espanyols per tal d'evangelitzar la població, la qual s'estima en cinc mil habitants. Un altre element cridaner d'aquestes ruïnes són les destacades construccions de preses d'aigua i la gran quantitat de cultius, principalment de blat de moro, que eren la base alimentària d'aquests indígenes. Es creu que l'estratègia aplicada pels espanyols per a derrotar a aquest bel·licós poble va consistir a tallar el seu accés a les fonts de reserva de recursos, tant hídrics com alimentaris.